# Кіяуково
Кіяу́ково (рос. Кияуково, башк. Ҡыяуыҡ) — присілок у складі Ішимбайського району Башкортостану, Росія. Входить до складу Янурусовської сільської ради.
Населення — 146 осіб (2010; 177 в 2002).
Національний склад:
- башкири — 85%

## Видатні уродженці
- Тамара Іскандерія — башкирська поетеса.